# Il lupo perde il pelo ma non il vizio
Il lupo perde il pelo ma non il vizio è un proverbio italiano.

## Significato
L'espressione vuole significare che è molto difficile eliminare definitivamente le cattive abitudini ed evidenzia quanto siano enormi, e a volte insuperabili, le difficoltà che s'incontrano per riuscire a sconfiggere le stesse e i vizi di cui ogni persona può essere vittima.
Un'espressione analoga è utilizzata dallo storico latino Svetonio nella sua opera, in cui attribuisce all'imperatore Vespasiano la frase Vulpis pilum mutat, non mores, ovvero "La volpe cambia il pelo, ma non il comportamento".